# ダンバリン
ダンバリン（Dhambalin, 「縦に切られた山」）はソマリランドのサヒル地域中央にある壁画遺跡。2007年秋に近くの集落Beenyo Dhaadheerの住民が発見し、ソマリランド観光文化省の考古学部門長、サダ・ミレが報告した。

## 概要
砂岩でできた洞窟の中に、角の生えた牛やヤギ、キリンなど様々な絵が描かれている。なおキリンは現在ではこの付近にはいない。ソマリランドで最も古い羊の絵も発見されている。
遺跡は5000年以上前のものとされている。 この壁画は、アフリカの角地域で広くみられる壁画遺跡の先駆をなす重要なものである。
この遺跡は十分な管理体制が整っておらず、危険にさらされている。国連の資金援助を受けて考古学調査が行われているが、ソマリランドが独立国として認められておらず、1972年の世界遺産条約も批准していないため、現段階ではユネスコの世界遺産に認定されるのは難しいとみられている。

## 地理
紅海から約40マイル (64 km)離れた場所に位置する。最寄りの町は港町ベルベラの東約60キロメートルにあるビーニョ・ダアディール村。洞窟の下部は砂で覆われている。砂岩は風化しやすく、岩片の一部は割れており、残った部分に絵画が見られる。

## 特徴
絵が描かれているのは約4 by 12メートル (13 ft × 39 ft)の範囲である。エチオピアン・アラビック様式で多色で描かれており、紀元前5000～3000年頃のものである。2007年にSada Mireがトゲアー地域で発見したJilib RihinとHaadhの岩絵との類似性が指摘されている。ソマリアで最初のものと思われる羊が描かれており、カモシカ、犬、キリン、蛇、亀などが人と共に描かれている。狩人の一人は髪を下ろし、頭に飾りをつけ、二匹の犬を連れている。もう一人の狩人は馬と思われる動物に乗っており、手を挙げていることから家畜への敬意があると解釈されている。頭が大きいことから子供と思われる絵もある。ただし動物に比べて人の描写は簡素である。
ほとんどの動物が横から見た構図である。キリンが色違いで少なくとも8頭描かれている。カメ、カモシカ、ライオン、ヘビ、ヒヒ、野生のネコがいる。14匹の羊は、形、頭、鼻、細い足などで描き分けられている。例えば3頭は赤で腰に白い帯が描かれている。残りの11頭は白に赤の装飾がある。なお、現在のソマリランドでは頭が黒い羊が主流である。牛も様々な色や大きさがあり、多くは乳房が豊かに描かれ、子牛を連れていることもあれば、背コブや頭のないものもある。数頭の雄牛と少なくとも5頭の山羊が描かれている。その他、牛の背中や腹に描かれた帯は、農耕に使われていたことを示している。

## 画像

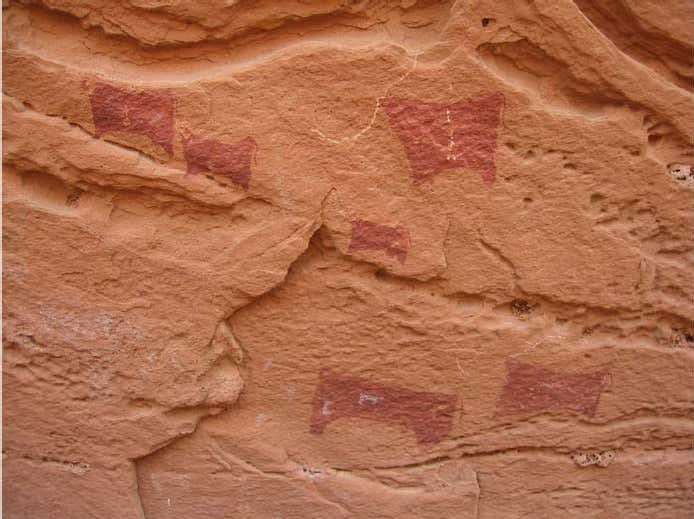
牛の多色絵。首が無いものもいる。
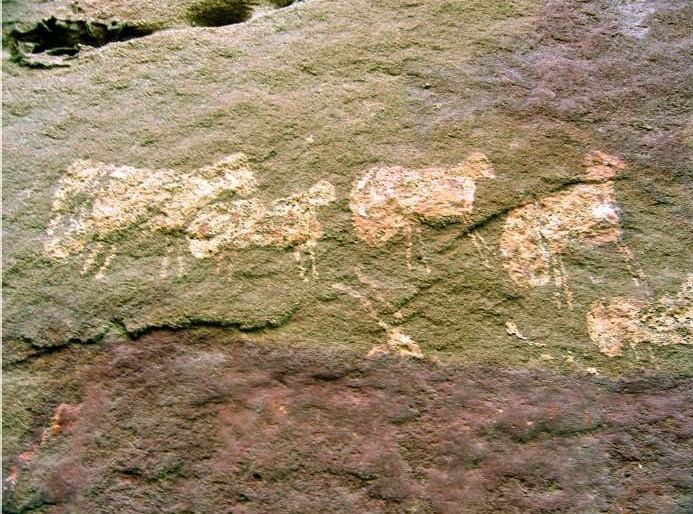
ソマリア初と見られる羊の絵。
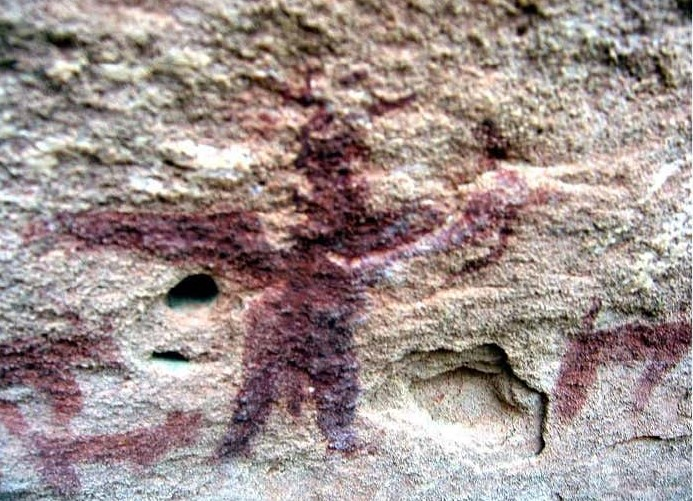
弓矢を持ち、犬と一緒に狩りをしている人物。
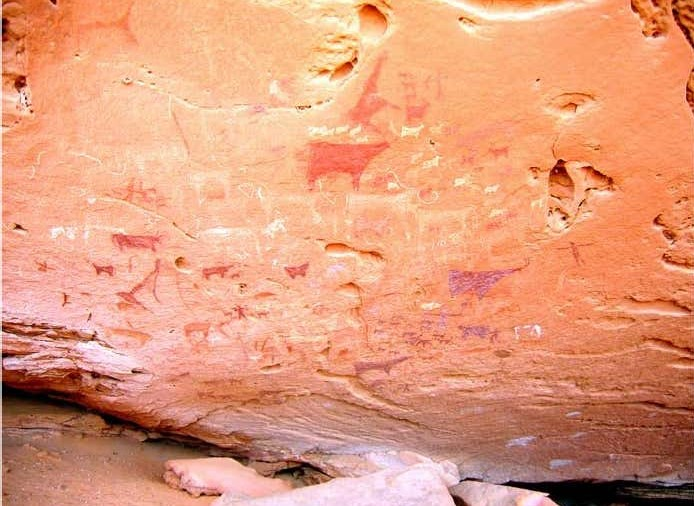
ダンバリンで最大の絵。
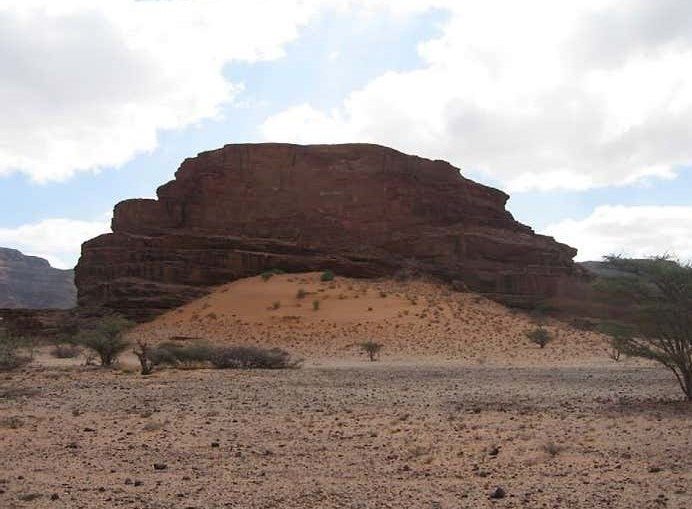
壁画がある洞窟。